# Julius von Mayer
Julius Robert von Mayer (Heilbronn, 25 de novembro de 1814 — Heilbronn, 20 de março de 1878) foi um físico e médico alemão e um dos fundadores da termodinâmica. 

## Carreira
É conhecido por ter enunciado, em 1841, uma das primeiras versões da primeira lei da termodinâmica, dizendo que "energia não pode ser criada ou destruída".
Em 1842, Mayer descreveu o processo de oxidação como a fonte de energia primária de qualquer criatura viva. Suas conquistas não receberam reconhecimento pela comunidade científica, e a descoberta do equivalente mecânico do calor, foi atribuída a James Joule no ano seguinte. Ele também propôs que plantas convertem luz em energia química.

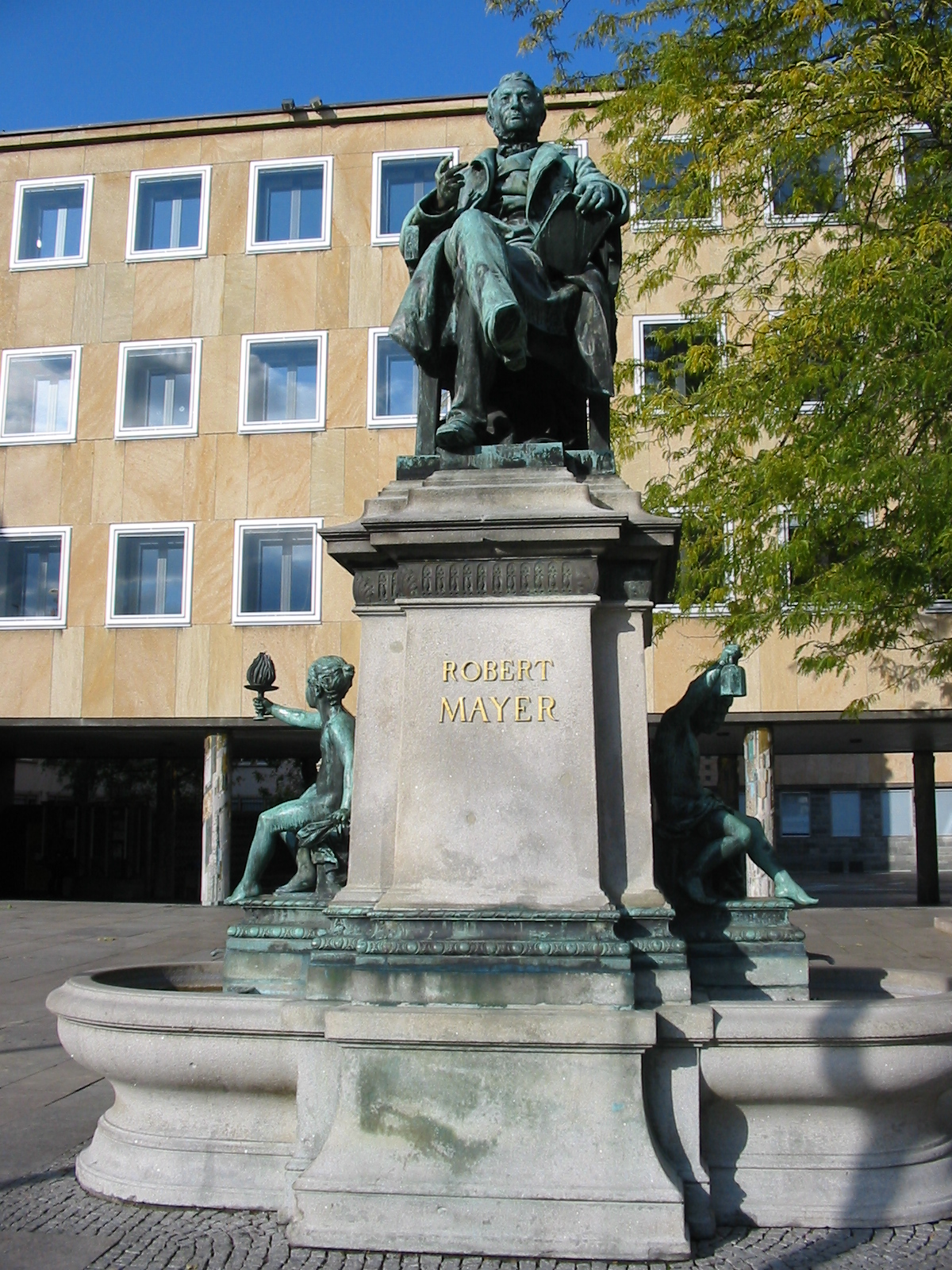
Monumento a Julius von Mayer em sua cidade natal, Heilbronn

Foi um dos fundadores da termodinâmica Junto com Lorde Kelvin e James Prescott Joule.

## Publicações
- Die Mechanik und Wärme in Gesammelten Schriften von Robert Mayer, Stuttgart, Cotta, 1867, 2. Auflage 1874, 3. erw. Auflage 1893 (online).
- Jacob Weyrauch (Ed.): Robert Mayer, Kleinere Schriften und Briefe. Stuttgart, Cotta 1893 (online ).
- Robert von Mayer über die Erhaltung der Energie. Briefe an Wilhelm Griesinger nebst dessen Antwortschreiben aus den Jahren 1842–1845, editadas e explicadas por W. Preyer em Berlim, Verlag von Gebrüder Paetel, Berlim 1889.
- Sadi Carnot, Rudolf Clausius, Robert Mayer: Betrachtungen über die bewegende Kraft des Feuers. Clássico nº 37 de Ostwald, reimpressão Verlag Harri Deutsch 2003 (incluindo os dois artigos de Mayer de 1842 e 1845).
- Bemerkungen über die Kräfte der unbelebten Natur, Annalen der Chemie und Pharmacie (Hrsg. Friedrich Wöhler, Justus Liebig), Band 42, 1842, S. 233–240.
  - Englische Übersetzung Remarks on the forces of inorganic nature, Philosophical Magazine, Series 4, Vol. 24, 1862, S. 371.
- Die organische Bewegung in ihrem Zusammenhange mit dem Stoffwechsel. Ein Beitrag zur Naturkunde, Heilbronn, Verlag der Drechslerschen Buchhandlung 1845 (online).
- Beiträge zur Dynamik des Himmels, Heilbronn, editora Johann Ulrich Landherr 1848.